# ميجيل دي إيكازا
ميجيل دي إيكازا (مواليد 1972) هو مبرمج برمجيات حرة، يعرف لبدءه مشروعي جنوم ومونو.

## سيرة ذاتية
ولد ميجيل دي إيكازا في مكسيكو سيتي ودرس في الجامعة الوطنية المستقلة في المكسيك لكنه لم يحصل على درجة جامعية. ينحدر من عائلة من العلماء كان فيها والده فيزيائي وأمه عالمة أحياء. بدأ كتابة برمجيات حرة عام 1992.

## روابط خارجية
- ميجيل دي إيكازا على موقع IMDb (الإنجليزية)
- ميجيل دي إيكازا على موقع إن إن دي بي (الإنجليزية)
- ميجيل دي إيكازا على موقع قاعدة بيانات الفيلم (الإنجليزية)